# Jean Pélissier
Pour les articles homonymes, voir Pélissier.
Jean Pélissier (né vers 1566 à Simiane et mort le 28 septembre 1628) fut évêque d'Apt de 1607 à 1628.

## Biographie
Jean Pélissier est le fils d'Antoine, seigneur de Simiane et de Jeanne de Trappard, une fille d'Antoinette de Villeneuve-Trans. On ne connait rien de son éducation mais il entre relativement jeune dans l'Ordre de Saint-Benoit et le Saint-Siège considère qu'il est détenteur d'un doctorat en théologie. Il est moine à l'abbaye de Saint-André de Villeneuve-les-Avignon. Puis prieur à Simiane où il fait preuve d'une expérience de prédicateur.   
Son accession à l'épiscopat attire la suspicion du Saint-Siège qui envisageait de le nommer coadjuteur de Pompeo Periglio, devenu aveugle, et entraine des soupçons de simonie et de confidence. Il aurait obtenu en effet sa promotion en versant une substantielle pension à Louis Des Balbes de Berton de Crillon le commandant militaire de la région à qui le roi Henri IV laissait la disposition des évêchés de la province. Entre-temps la mort de Periglio dispense Jean Pélissier de devenir coadjuteur. Il est confirmé en mai 1607, on ignore tout de son éventuelle consécration. À sa mort il a comme successeur un parent issu de sa lignée maternelle la famille de Villeneuve.